# Basshunter
Jonas Erik Altberg (Halmstad, Halland; 22 de diciembre de 1984),  conocido por su nombre artístico Basshunter (pronunciado en inglés: /ˈbeɪshʌntə/) es un cantante, DJ y productor discográfico sueco de música electrónica, en una amplia acepción que incluye subgéneros como el eurodance, handsup, hard dance, euro-trance, dance y hardstyle.
Ha alcanzado gran fama por algunas de sus canciones, primero en Suecia en el año 2006 por «Boten Anna» y «Vi sitter i Ventrilo och spelar DotA». En 2008 su fama se extendió por el Reino Unido y por el resto de Europa al lanzar «Now You're Gone» y «All I Ever Wanted». Hasta el momento ha lanzado al mercado un total de cinco álbumes.
Sus canciones, escritas en sueco e inglés, le han dado, entre otros reconocimientos, un premio Grammi (el equivalente sueco de los premios Grammy) en el año 2006 en la categoría de tono de llamada más descargado por el tema «Boten Anna».
El cantante se ha convertido en un icono popular internacional de la música dance, y es considerado el artista dance comercial más demandado en este estilo. También ha compuesto música para otros artistas como Mange Makers, Lana Scolaro y El Capon.
En la actualidad Altberg trabaja para los sellos Dance Nation, Warner Music Sweden, Ultra Records y Extensive Music Sweden. Sus representantes son el agente Mayar Zokaei en EE. UU. y Henrik Ulhmann en Suecia.

## Etimología del nombre artístico
El nombre artístico de Jonas Altberg se forma al unir las palabras bass, «bajo» y hunter «cazador», con la intención de dar el significado en inglés de «cazador de bajos».
En una entrevista con la discoteca BigBen de Lérida, España, el artista explicó el origen de su nombre artístico. En 1999 eligió el nombre de «Basshunter» con la intención de describir su tipo de música, pues le encantan las bases rítmicas basadas en los bajos, y crear un montón de bases extrañas. El músico siempre está buscando bases nuevas, por eso es un BassHunter, o «cazador de bajos».

## Vida y carrera

### Infancia y Tourette (1984 - 2002)
Jonas Erik Altberg nació el 22 de diciembre de 1984 en la ciudad sueca de Söndrum, situada en el municipio costero de Halmstad. Hijo mayor de Karl y Gunn-Hild Altberg, psiquiatra infantil y profesora de secundaria. También tiene un hermano, llamado Joakim.
Durante su infancia, dura por la condición que padecía, vivió con su familia en una casa en su tierra natal de Halmstad, a sólo cinco minutos de la playa de Tylösand, una de las más famosas del país. Según su madre, de niño, «Jonas era un rayo de sol, muy sociable, creativo, tenaz y musical».

Sin embargo, en su etapa escolar se mostraba distraído y también tenía una resistencia mínima. En 1992, a la edad de ocho años, sus padres descubrieron que tenía tics motrices y espasmos vocales que no podía controlar. 

«Es como si una persona vive dentro de uno y quiere salir.»
Jonas Altberg

El diagnóstico indicaba que sufría de síndrome de Tourette o ST, una condición hereditaria que se manifiesta por síntomas visibles y apreciables, más severos en la primera década desde la aparición y que van mejorando gradualmente.

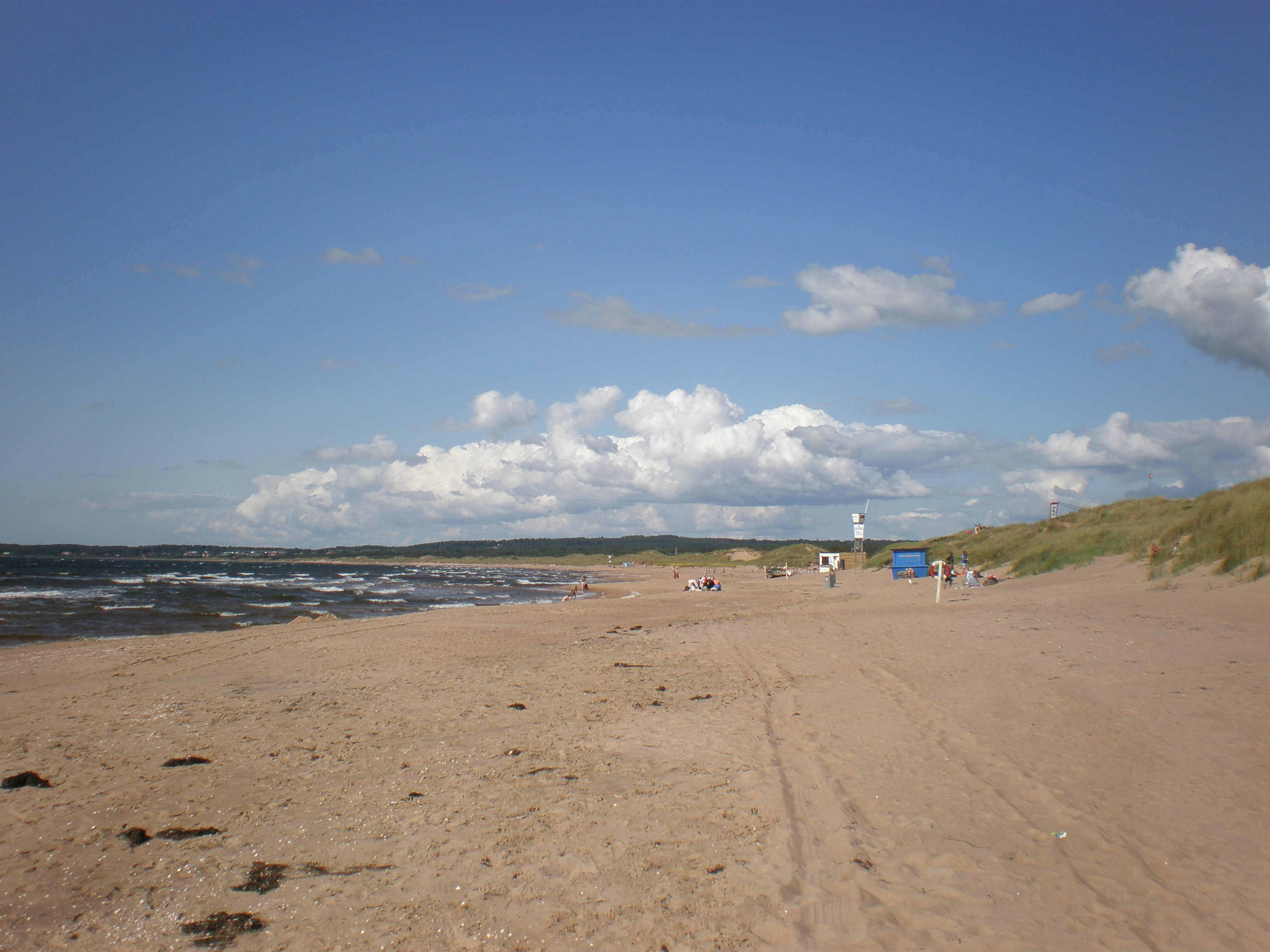
La playa de Tylösand, en agosto de 2008.

La enfermedad, tal y como confirmó Altberg, le llevó a ser objeto de acoso, burlas y maltrato en la escuela. En una entrevista con el diario sueco Expressen, declaró que «le costó mucho superarse siendo consciente de su condición» y dijo en The Sun que fue acosado en su infancia «por el hecho de padecerlo».

«¡Eran capaces de empujarme y luego aplastarme!» [...] «Los chicos podían llamarme simplemente para pasar un rato divertido. Querían burlarse de mí.»
Jonas Altberg

 Gunn-Hild Altberg explicó cómo afectó la enfermedad a la relación familiar y la paciencia que tuvo que tener. Siempre le apoyó, gracias a su experiencia no sólo como madre sino también como profesional en psiquiatría infantil y como maestra de estudiantes con discapacidades similares.
En plena adolescencia y durante la educación secundaria también fue acosado y condenado al ostracismo, se deprimió y se extravió en su búsqueda de identidad. La confianza y la comprensión adquiridas en la escuela primaria habían desaparecido. Con dieciocho años, habló de sí mismo y de sus dificultades frente a los profesores y sus compañeros de clase, y fue recibido con respeto y comprensión.

### Los inicios de su carrera musical (1998 - 2006)
Comenzó a cantar con su madre a la joven edad de catorce años. Tres años después un amigo le envió la estación de trabajo de audio digital informática FL Studio, conocida por aquel entonces como Fruity Loops, con la que empezó a producir temas musicales demo. El músico dijo en una entrevista con la discoteca BigBen: 

«Al aprender todo acerca del programa, me encantó, y disfrutaba mucho produciendo y escribiendo música. Cada día, al salir de la escuela, volvía a mi casa y producía música, y ahora, estoy aquí.»
Basshunter

 El interés de Jonas en la música iba creciendo conforme a su progresión en los temas. En 1999, adoptó el nombre artístico de Basshunter y pinchaba usualmente en pequeñas fiestas de su localidad natal. Después de que varias de sus canciones demo fueran propagadas por la red, empezó a recibir llamadas de discotecas que querían contratarlo como disc jockey.
El artista fichó en 2004 por la pequeña discográfica sueca Alex Music, con la que el 25 de agosto del mismo año lanzaría de la misma manera su segundo álbum, titulado The Bassmachine, de diez temas y con un estilo musical parecido al anterior.
En 2006 lanzó su primer álbum, The Old Shit, a través de su propia página web. El álbum constaba de once canciones de un estilo predominante hardstyle.

### Contrato con Warner Music: Boten Anna y DotA (2006 - 2007)

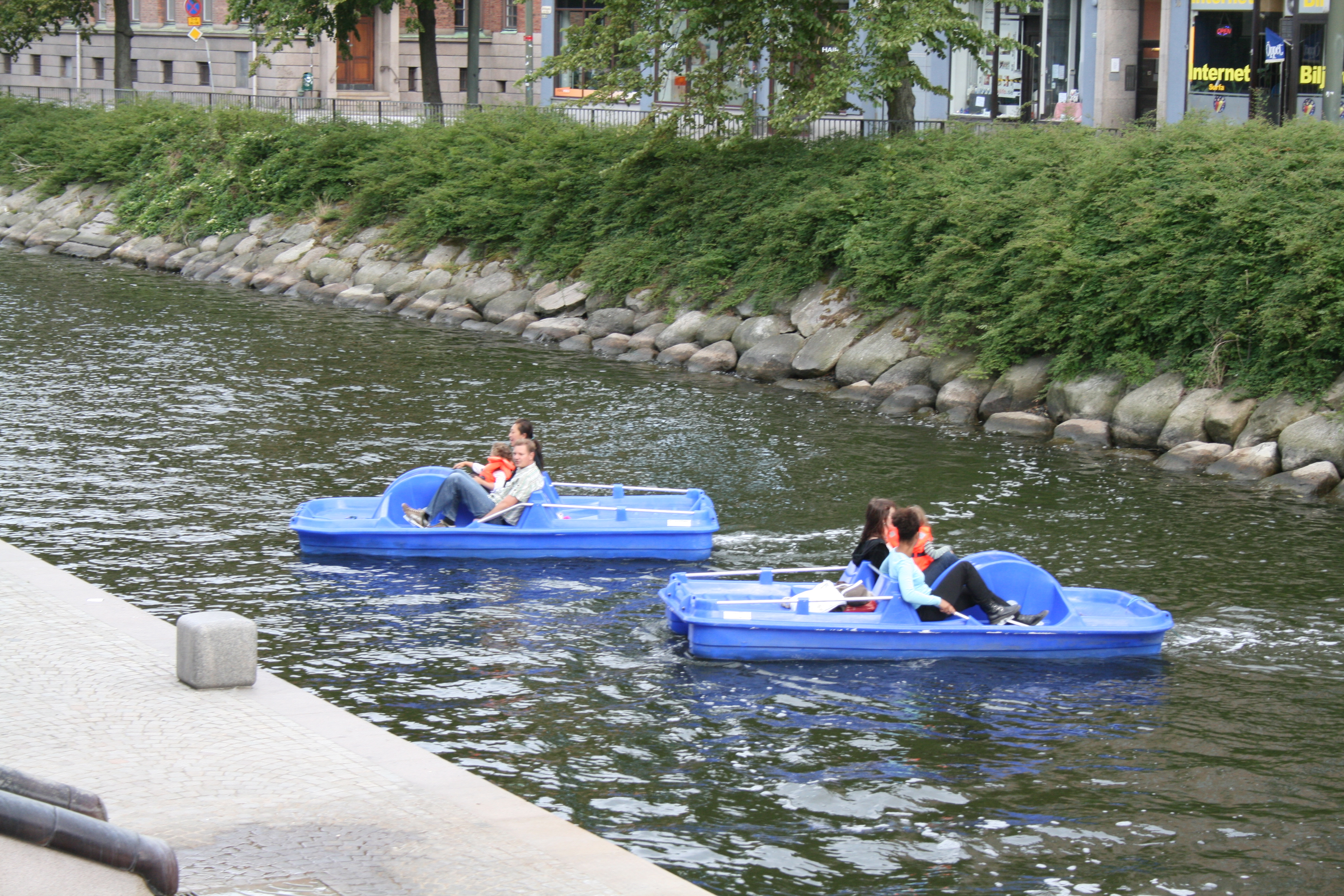
Velomares similares al utilizado en el videoclip de la canción.

En abril de 2006, Altberg firmó un contrato con la compañía discográfica Warner Music Group, una de las cuatro grandes empresas que dominan el mercado musical internacional, después de firmar con Extensive Music Sweden. Lanzó su primer sencillo el 6 de mayo de 2006, titulado «Boten Anna». La letra, en sueco, cuenta la historia de una usuaria femenina de IRC (llamada Anna), a la que el artista confunde con un bot. Después descubre la verdad, sin embargo, declara que ella siempre será un bot a sus ojos.
El vídeo musical juega deliberadamente con los dobles significados de las palabras. Así pues, la palabra sueca kanal produjo la confusión entre un canal IRC y un canal de navegación. Primero muestra al artista gestionando un canal IRC y después montado sobre un velomar bajando a través del canal de Malmö. También en el caso de la palabra inglesa bass, que significa principalmente «bajo», pero tiene otras acepciones, como «lubina». El nombre del artista significa «cazador de bajos» (bass hunter) y el juego de palabras se forma al saber que el velomar es usado para pescar.
La canción fue bien recibida por los medios principales; en Escandinavia se convirtió en un éxito sin precedentes y fue la primera canción en idioma sueco en llegar al número uno de la lista de éxitos Dutch Top 40.
 Llegó a ser número uno de la Tracklisten danesa, alcanzó el puesto dos en el Top 75 de Austria, el tres en el Top 20 de Noruega y el cuatro en el Top 20 de Finlandia, además permaneció una semana en la posición veinte de las listas españolas.
Ese mismo año Basshunter lanzó su álbum LOL <(^^,)>, debut con la compañía discográfica y primero de estudio. El disco se colocó en las listas de toda Europa, lanzándolo a la vanguardia de la música dance.Salió a la venta en varias versiones. La primera, una Edición Original, fue publicada el 1 de septiembre en Suecia y contenía catorce canciones. El 14 de noviembre del mismo año se publicó una Edición Internacional con dieciséis canciones, entre ellas una versión eurodance de la conocida canción de invierno «Jingle Bells». En esta edición se omitieron dos temas, «Strand Tylösand» y «Sverige», que hacen referencia a su país natal, y se incluyeron dos nuevos, «Russia Privjet» y «We Are the Waccos».
El 1 de enero de 2008, tras dos años, se publicó otra versión, en los Estados Unidos, esta vez con el éxito «Now You're Gone» y el tema adicional «Beer in the Bar». La última edición de este álbum fue la Versión Japonesa, bajo la división de Warner Music en Japón en junio de ese año, e incluía catorce canciones y dos videoclips del artista, «Throw Your Hands Up» y «Now You're Gone».
El segundo sencillo salió al mercado el 3 de octubre de 2006. Fue titulado «Vi sitter i Ventrilo och spelar DotA», acortado como «DotA». La letra trata sobre un grupo de personas que usan el programa de chat de voz Ventrilo mientras juegan al videojuego Warcraft III: The Frozen Throne con el mapa personalizado Defense of the Ancients, denominado DotA por sus siglas. La melodía principal es una versión remix de la canción «Daddy DJ».Entró en las listas europeas de 2006 en el número ciento dieciséis y alcanzó el Top 10 de las listas de sencillos en Suecia, Noruega, y Finlandia.
El siguiente sencillo del álbum fue «Hallå Där» y fue listado durante tres semanas en el top 60 de sencillos de Suecia. Entró en las listas en la posición cincuenta y cinco en la semana 43 del 2006, y su última aparición fue en la semana 46 del 2006. Subió dos posiciones, donde permaneció durante una semana.
El cuarto y último sencillo fue «Vifta med händerna», del cual el artista hizo un videoclip. La canción es un remix de «Vifta med händerna», de Patrick & the Small Guy. Fue listada durante doce semanas en dos listas diferentes. Su primera aparición fue en la semana 48 de 2006 en el top 60 de sencillos de Suecia y su última aparición fue en la semana 7 de 2007 en la misma lista. Alcanzó el número siete en el top 20 de sencillos de Finlandia, donde permaneció durante dos semanas.

### Hard2Beat Records: Inicio de su carrera internacional (2007 - 2009)

#### Now You're Gone
El año 2007 fue una preparación para darse a conocer mundialmente. En este año firmó un contrato con el sello discográfico británico-irlandés Hard2Beat, filial de Ministry of Sound. El 31 de diciembre de 2007 publicó el que sería, hasta la fecha, el sencillo más vendido del artista, «Now You're Gone», una nueva versión de su anterior éxito «Boten Anna», pero con diferente letra, idioma (en inglés), y con diferente argumento.
El DJ neerlandés Menthal Theo's creó originalmente «Now You're Gone» en sus sets de DJ en Magaluf, Mallorca, basándose en la versión instrumental de «Boten Anna» y con la ayuda del cantante Sebastian Wood. Basshunter produjo más tarde «Now You're Gone», en colaboración con Mental Theo's y con las voces de Sebastian. Existe un videoclip de la versión original de «Now You're Gone» en el portal de vídeos YouTube en el que se puede ver a Sebastian Wood cantando en la ciudad de Cork, en Irlanda.
El tema de la canción es diferente a «Boten Anna», pues «Boten Anna» trata de un bot de IRC, y «Now You're Gone» sobre la ruptura de una joven pareja. Al final, la pareja se besa, pero las letras no siguen los hechos. El vídeo musical, dirigido por Alex Herron y protagonizado por Aylar Lie y Lucas Thorneim, junto a las modelos Silje Lian y Marielle Mathiassen se extiende en este tema, aunque sugiere un reencuentro de la pareja, del que no se hace referencia en la misma canción. Hasta la fecha, el vídeo ha tenido un éxito masivo en el portal de vídeos YouTube. El vídeo ha llegado a tener más de 90 millones de visitas y ha recibido varios honores, como el de ser el vídeo más visto en el Reino Unido.
La canción alcanzó el número 1 en la lista de sencillos de Irlanda, y en el Reino Unido entró en el número 14 en descargas. Alcanzó el puesto número 1 en la UK Singles Chart«asshunter and Dj Mental Theo's Bazzheadz - Now You're Gone». aCharts.us (en inglés). Consultado el 8 de agosto de 2011. y en la iTunes Store del Reino Unido. «Now You're Gone» permaneció en la primera posición en el Reino Unido durante cinco semanas antes de ser derribado por el tema «Mercy», de la artista galesa Duffy. Fue prenominada a los premios MTV Europe Music Awards 2008 en la categoría de canción más adictiva, pero fue derrotada por «Viva la vida» del grupo Coldplay, «Mercy» de Duffy, «I Kissed a Girl» de Katy Perry, «All Summer Long» de Kid Rock y «So What» de P!nk.

#### All I Ever Wanted
El siguiente sencillo, «All Ever Wanted», fue lanzado al mercado el 28 de junio de 2008 en el Reino Unido y fue similar a «Now You're Gone» en el hecho de que era un remake de un anterior hit del artista, pues como «Now You're Gone» es a «Boten Anna», «All Ever Wanted» es a «Vi sitter i Ventrilo och spelar DotA». Al igual que en «Now You're Gone», cambia la letra, el idioma (inglés), y el tema.
La canción recibió diferentes críticas. La página All Gigs la describió como «fresca, con ritmo, moderna, veraniega y llena de ritmos y voces distintivas». El editor Alex Fletcher, de Digital Spy, la catalogó con dos estrellas sobre cinco, y dijo lo siguiente:

«la canción es una réplica de Now You're Gone, pues sigue la misma fórmula» [...] «tiene coros eufóricos y un sonido muy predecible, además de una letra que suena tan fresca como los calzoncillos de un vagabundo».

 
Alex Fletcher, de Digital Spy.

 En el magacín Female First comentaron que «con sus ritmos electrónicos y su voz característica, All I Ever Wanted aspira a ser el sonido del verano».

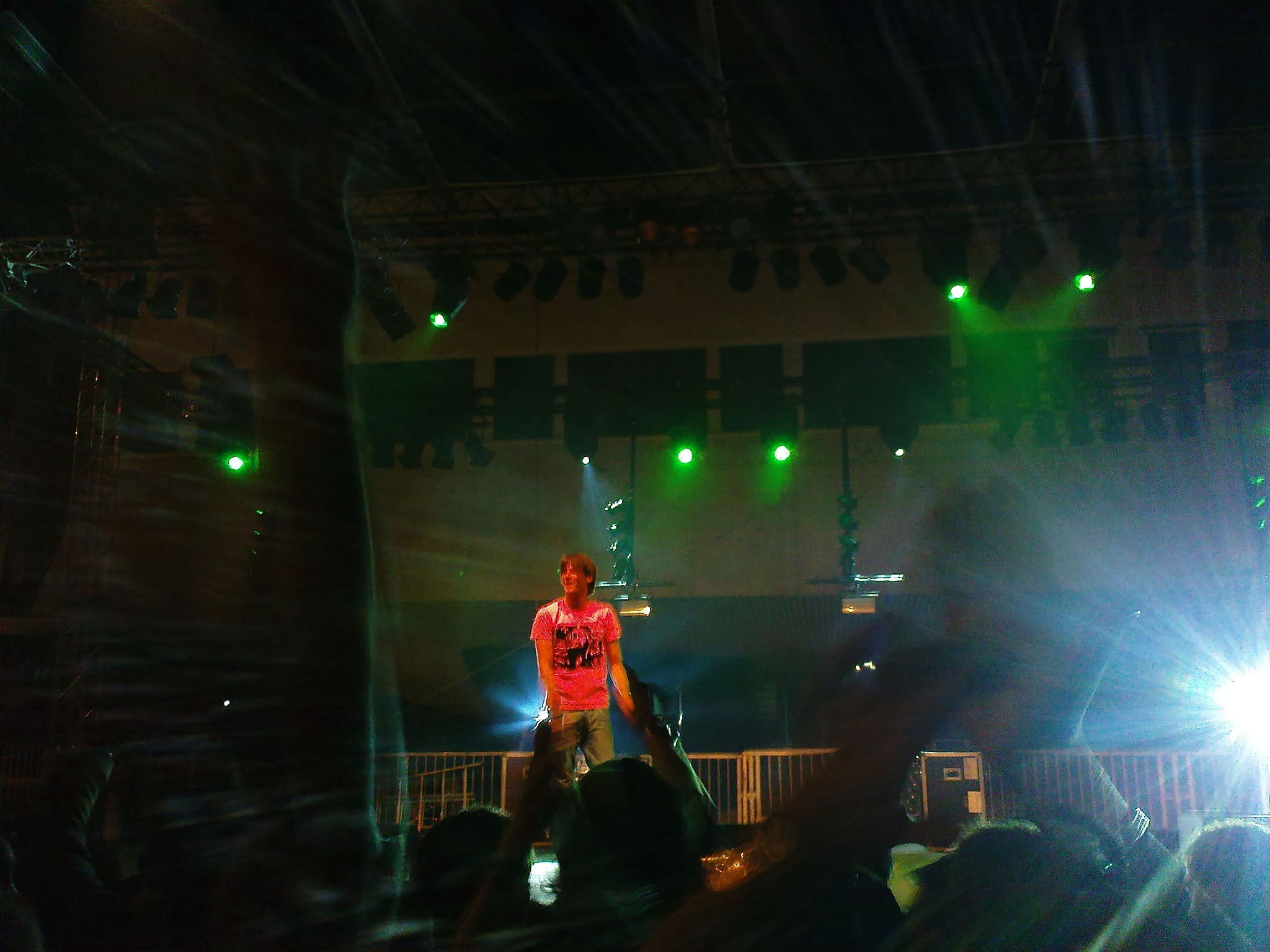
Basshunter, durante su primer concierto en Francia, en el Point Gamma.
École polytechnique, Palaiseau, 7 de julio de 2008.

Dirigido por Alex Herron, el vídeo musical fue rodado en el municipio de Fuengirola (Málaga). La historia continúa «Now You're Gone». Está protagonizado por los actores Aylar Lie y Lucas Thorheim, que son pareja en el vídeo. En el videoclip la pareja se va de vacaciones con unos amigos a un pueblo costero en Málaga, Fuengirola. Allí, toman el sol y se relajan en el hotel, van de compras y pasean en scooter. Por la noche deciden ir a una discoteca, donde está pinchando Basshunter. Tras bailar un rato, Aylar va al baño y al volver ve a Lucas ligando con una chica. Aylar se enfada con él y se marcha sola a la playa. Poco después, Lucas le manda un SMS diciéndole que no estaba ligando, que era una amiga de su hermana y sólo hablaban. La historia sigue en el videoclip de «Angel in the Night». El vídeo ha experimentado un éxito similar al de «Now You're Gone» en YouTube. Ha recibido un total de más de 25 millones de visitas.
El 6 de julio de 2008, la canción entró en la UK Singles Chart en el número tres, subiendo al dos la siguiente semana. Tuvo una largo y exitoso paso a través de las listas del Reino Unido, y un año y medio después de su lanzamiento volvió a entrar en el top 100 del país en la posición noventa y ocho, debido a que Jonas entró como concursante de Celebrity Big Brother, donde la interpretó un par de veces. En Nueva Zelanda, la canción debutó en el número veintisiete y alcanzó el dieciséis. Fue certificado como sencillo de oro tras dieciocho semanas, vendiendo más de 7.500 copias.

#### Now You're Gone - The Album
Basshunter se puso a trabajar duramente en su estudio para grabar su siguiente álbum de estudio, Now You're Gone - The Album, que salió al mercado en pleno verano boreal del año siguiente.
El álbum, de un estilo predominante eurodance, fue el primero del artista en que todas las canciones son íntegras en inglés, dirigidas a un público más internacional. Fue producido por él y por Scott Simons, dj residente de Ministry of Sound y salió a la venta en dos versiones. La Edición Estándar, lanzada el 14 de julio de 2008, contenía dieciséis canciones y dos pistas adicionales para las personas del Reino Unido que comprasen el álbum a través de iTunes: «Welcome to Rainbow» y «Hardstyle Drops», canciones que ya aparecieron en un anterior EP del artista, Welcome to Rainbow, lanzado en 2006, aunque con otros nombres, «Welcome to Rainbow (Original Mix)» y «Welcome to Rainbow (Hardstyle Remix)», respectivamente. La Edición Deluxe fue lanzada el 6 de abril de 2009 y contenía veinte canciones. Incluía versiones remix de los sencillos por parte de DJ's como Headhunters y Ultra DJ's.
Now You're Gone - The Album incluía los dos sencillos que le dieron gran éxito al artista, «Now You're Gone» y «All Ever Wanted», junto a los de su anterior álbum de estudio «Boten Anna» y «DotA». El álbum tenía, además, ocho temas completamente nuevos. Tres canciones de este disco son versiones cover de otras: «Miss You», de Westlife, «Please Don't Go» de KC and the Sunshine Band o «Love U More» de Sunscreem.
La recepción por parte del público fue buena, pero algunos medios británicos, como The Guardian, hicieron dieron duras críticas sobre él y sobre el artista. El disco entró en el UK Albums Chart en el número 1 vendiendo más de 300.000 copias en el Reino Unido, convirtiéndose en disco de platino. En Nueva Zelanda, el álbum alcanzó el número uno en su quinta semana, y fue certificado como disco de oro tras seis semanas, vendiendo más de 7.500 copias. Tras diez semanas, fue certificado como disco platino, vendiendo más de 15000 copias. El álbum se mantuvo durante dos semanas en el número uno. El éxito del álbum produjo su nominación en las categorías de mejor artista electrónico y artista del año en los premios BT Digital Music Awards.
El tercer sencillo del álbum iba a ser «Please Don't Go», pero finalmente se canceló a nivel internacional debido a dificultades técnicas, tal y como se comunicó en un mensaje de correo electrónico a los subscriptores de Hard2Beat, saliéndo únicamente al mercado en Suecia. En el resto del mundo fue reemplazado por «Angel in the Night», que salió al mercado el 29 de septiembre de 2008. La canción era una mezcla entre eurodance y rock. El músico dijo que «disfrutaba con la música rock y que le gustaba envolverla con su estilo de música». El vídeo musical fue también dirigido por Alex Herron, rodado en un muelle de carga de contenedores de Oslo (Noruega)
 y protagonizado por Jonas y Aylar.

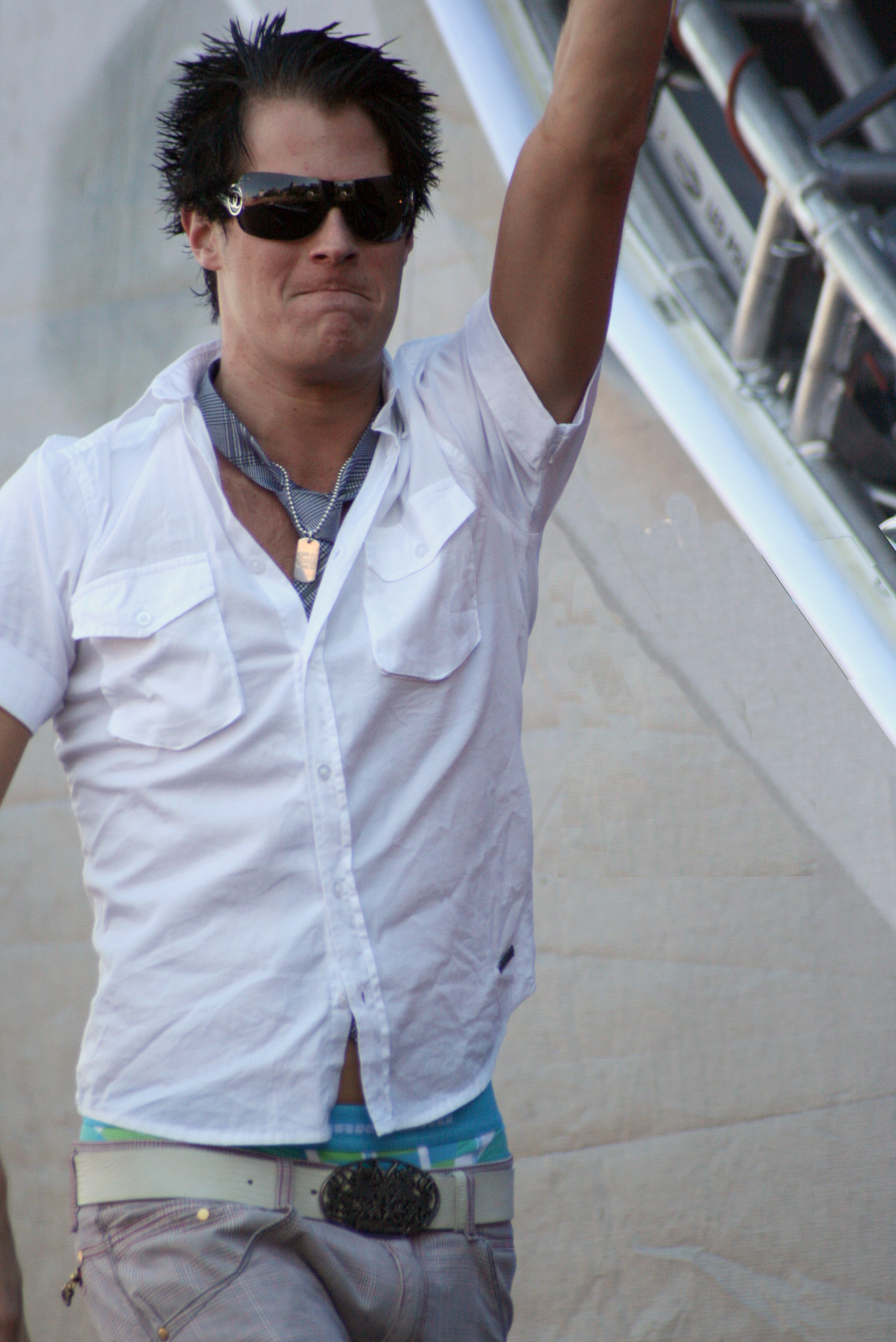
Basshunter, durante el concierto Hity na Czasie, en la regata de veleros de mástiles altos en su edición de 2007, en Szczecin, Polonia.

La historia sigue el contexto del vídeo musical de «All I Ever Wanted». Aylar rompe con su novio, Lucas, a través de mensajes de texto, diciéndole que ella sabe que la engaña. Mientras trabaja en un restaurante de comida rápida, unas amigas van a animarle, y Basshunter, que estaba comiendo allí, le invita a una carrera de coches en la que participa él. Sin embargo, empieza a tontear con otro hombre, lo que obliga a Basshunter a luchar por la chica que ama a través de una difícil carrera, que consigue ganar conduciéndo un flamante Mazda RX-8 verde. En un concierto esa noche, Aylar se convierte en la novia de Basshunter.
La primera aparición del sencillo en una lista de éxitos fue el 4 de septiembre de 2008, cuando entró a la posición 33 del top 50 en Irlanda. Tras una semana, escaló hasta el número 17. En su tercera semana, avanzó dos puestos, situándose en el número 15 del top 50. En el Reino Unido, comenzó a sonar el 7 de septiembre de 2008, desde el puesto 54 del top 75 de la UK Singles Chart. La semana siguiente, ascendió 30 posiciones, siendo una de las subidas más fuertes, hasta alcanzar el número 24.
El cuarto sencillo, titulado «I Miss You» fue lanzado el 15 de diciembre de 2008. La canción está interpretada por Jonas y la cantante de Plymouth Lauren Dyson. El videoclip fue rodado en una cabaña situada en las montañas de Noruega. En el vídeo, Aylar, Basshunter, y unos amigos pasan la Navidad con regalos, divirtiéndose en el jacuzzi y lanzándose bolas de nieve. El 20 de diciembre de 2008, la canción enteró en el UK Singles Chart en el número 86 en ser descargada y llegó al 32. Se mantuvo en las listas durante siete semanas, hasta el 31 de enero de 2009, estando en la posición 93. Se lanzó, con motivos navideños, un sencillo, «Jingle Bells (Bass)», una versión eurodance del conocido tema de James Pierpont. Esta canción ya había salido anteriormente, en la Edición Internacional de LOL <(^^,)>.
El sexto y último sencillo del álbum fue titulado «Walk on Water» y salió a la venta el 6 de abril de 2009, junto con la Edición Deluxe del álbum. En el álbum se titula «I Can Walk on Water», y a pesar de ser la misma canción, no son exactamente iguales, ya que en «Walk on Water», se puede escuchar al principio un sonido de sierra eléctrica. Para los conciertos, Basshunter utiliza una versión de «Walk on Water», con el sonido de una gaita. El vídeo fue subido a YouTube el 27 de febrero del mismo año. La canción fue lanzada al mercado digitalmente el 6 de abril de 2009.

### Bass Generation (2009 - 2010)
Hard2Beat organizó el Dance Nation Tour 2009, en el que actuaron un número de importantes artistas relacionados con la música dance, tales como Sash! o September. Entre ellos se encontraba Basshunter, que interpretó sus canciones más populares. Al final de cada actuación, ofreció al público un nuevo tema, titulado «Every Morning».
«Every Morning» salió a la venta el 21 de septiembre de 2009. La primera reproducción oficial de esta canción se hizo en el programa Switch de la BBC Radio 1 el 19 de julio. El videoclip fue grabado en la isla de Palma de Mallorca. Está dirigido de nuevo por Alex Herron. El director de fotografía es Anders Flatland. En él colabora de nuevo la actriz Aylar Lie, como novia de Basshunter. El videoclip comienza con una vista de la habitación de un hotel de Mallorca, en la que están los dos juntos. Basshunter se siente muy feliz con su acompañante. Más adelante salen del hotel donde se encuentran con unos amigos, y quedan para ir a una fiesta en un barco. Basshunter intenta pedirle a su novia que se case con él pero sus amigos, haciendo bromas, le tiran al suelo. A la noche, vuelve a celebrarse otra fiesta en la playa en la que Basshunter intenta pedírselo de nuevo pero pasa la misma situación. Entonces, las chicas invitan a Aylar a darse un baño en el mar y tras un rato vuelven, pero ella ya no está. Basshunter se asusta y va a buscarla.
La discográfica anunció que saldría a la venta un nuevo álbum a finales de verano, por aquel entonces estimado el 5 de octubre, de título todavía en secreto. Según fue pasando el tiempo, la discográfica fue dando más detalles y desveló que el título del tercer álbum de estudio iba a ser Bass Generation.
La fecha de salida del álbum fue adelantada una semana por razones desconocidas, por lo que el lanzamiento iba a ser el 29 de septiembre. Hard2Beat promocionó el álbum con un concurso, Basshunter Album Artwork Competition, en el que los fanes enviaban diseños para la portada del álbum, aunque de forma sólo promocional, ya que la discográfica publicaría la suya oficial. La portada que ganase iba a ser firmada, enmarcada y presentada por Basshunter durante el Bass Generation Tour, gira que Basshunter realizaría en octubre y diciembre de 2009 en el Reino Unido e Irlanda, respectivamente.

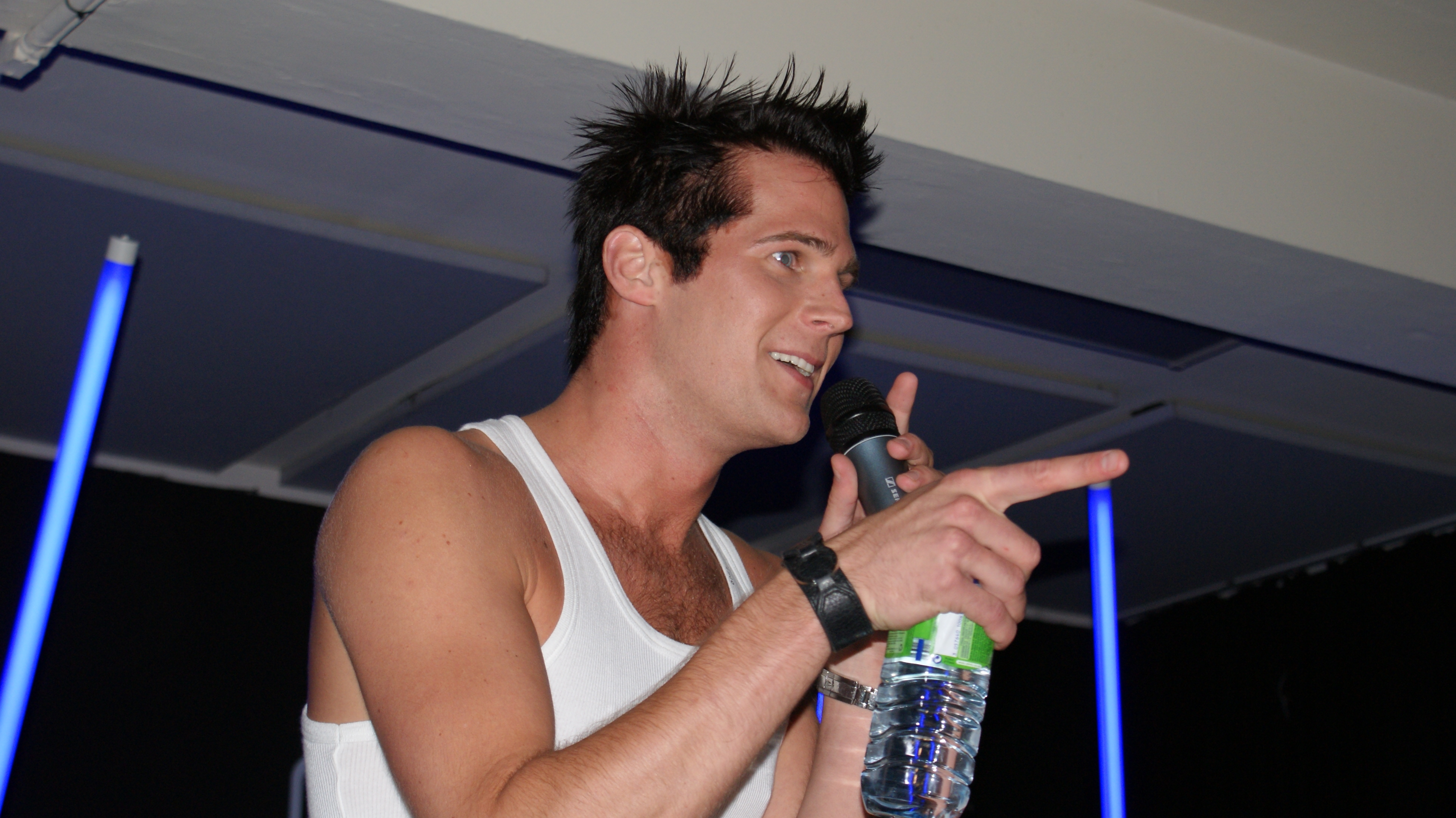
Basshunter, interpretando uno de sus temas durante el Bass Generation Tour, en 2009.

El álbum finalmente salió al mercado el 29 de septiembre de 2009. En el perfil oficial Bebo de Basshunter se anunció el 15 de septiembre que el álbum iba a ser lanzado como un set de dos discos. El primer disco contenía quince canciones, catorce nuevas, y el sencillo «Every Morning». El segundo disco contenía versiones remix de los sencillos de Now You're Gone - The Album, junto a una versión en sueco de «Camilla».
El álbum fue acogido de peor manera que el anterior. Hubo duras críticas por parte de los medios británicos, como la que hizo Al Fox, de BBC Music: 

«Quizás para sorpresa de algunos, Bass Generation marca diez años de la carrera del productor sueco Jonas Altberg, cuya marca de la casa bajo el alias Basshunter sólo ha caído en general en los oídos del Reino Unido desde principios de 2008. [...]
Los pegadizos y desesperados golpes, que impregnan todas y cada una de las pistas; las voces de fondo, [...] los gritos que van más allá de la banalidad Pump up the volume: uno se queda pensando si esto es un auténtico proyecto musical propio de un DJ apasionado, o una parodia hábilmente ejecutada por el equipo de Saturday Night Live.
"Why", en la que el zumbido de un tono que causa agonía, como una tenía Casio que da vueltas alrededor de tu cabeza, es el ejemplo arquetípico de las fórmulas del torrente house de Basshunter. Y de lo más creativo, como "Plane to Spain" con un estilo a Vengaboys, mal uso del vocoder y un pesado muestreo del tema de Tetris, que, al menos, es elogiado por su audacia, aunque el resultado final es, claramente, inaudible. [...] Bass Generation no es algo que esperarías que llene la pista de baile de una discoteca de las afueras de la ciudad, sino que habría llegado amortiguado por las paredes de los baños del club [...]

Y mientras este subgénero puede ser víctima de prejuicio, tal vez más que justo, es seguro decir que en esta ocasión, sin ningún grado de la predisposición antes mencionada, la música en cuestión es de una calidad asombrosamente baja.»
Al Fox, de BBC Music

 El álbum entró en la lista UK Album Chart en la posición 16 el 10 de octubre de 2010, donde permaneció ocho semanas, hasta el 6 de febrero de 2010, última fecha en que apareció en las listas en la posición 99. Llegó a la segunda posición en el New Zealand Albums Charts. En Sudáfrica, llegó al número 7. En la lista Dance/Electronic Albums de Billboard alcanzó la posición 15, mientras que en las listas Top Heatseekers Album alcanzó la 34.
Hard2Beat anunció un nuevo sencillo para el álbum Bass Generation. Fue esta vez otro cover, esta vez de la conocida canción «I Promised Myself», de Nick Kamen. Así pues, «I Promised Myself», salió el 30 de noviembre.
La trama del vídeo musical empieza con Jonas cuando está en un taxi y va buscar a su novia Aylar, que está en un hospital malagueño. El taxi se queda atascado en el tráfico y Jonas, desesperado, sale del taxi y se va deprisa hacia el hospital. Al llegar, le pregunta a una recepcionista dónde puede encontrar a su novia. Localiza su habitación y abre la puerta, pero la encuentra ella junto a su exnovio, Lucas, que aparecía en anteriores vídeos del artista. El vídeo dejó en suspense la historia de Basshunter y su búsqueda para conseguir a la chica que quiere.

### La era Dance Nation (2010 - presente)
Hard2Beat Records cambió de nombre a principios del año 2010 y pasó a llamarse Dance Nation, remodelando por completo su página web. El 3 de enero de 2010 dio lugar la séptima serie del reality show británico Celebrity Big Brother, en el que Jonas Altberg fue invitado a participar, junto con once personajes famosos, como Lady Sovereign, Sisqó, Stephanie Beacham, Stephen Baldwin o Vinnie Jones.
Jonas quedó en cuarta posición en la final del reality show, celebrada el 27 de junio de 2010, tras Vinnie Jones, Dane Bowers y Alex Reid. Su paso por el mismo se caracterizó por la relación amorosa que tuvo con la modelo rusa Katia Ivanova, más conocida por ser la exnovia del guitarrista y bajista Ron Wood, de The Rolling Stones.
Esta edición alcanzó los 6,7 millones de espectadores, y se convirtió en la edición más vista de Big Brother UK desde 2007, contando con 3,7 millones de espectadores cada noche.
Basshunter lanzó al mercado un nuevo sencillo, titulado «Saturday», basado en la melodía de «I Like to Move It», de Reel 2 Real. Fue escrito por los compositores daneses Cutfather, Thomas Troelsen y Engelina.
El vídeo fue coreografiado por Mihran Kirakosian, dirigido por Alex Herron y grabado por Ketil Dietrichson. No continúa la ficticia historia de amor entre Basshunter y Aylar Lie. Al contrario, pues muestra a Jonas cantando en una discoteca acompañado por atractivas bailarinas. Él controla a las chicas con un holograma de un teclado de ordenador, lo que puede ser una referencia a la afición personal del artista por los juegos de ordenador.
El sencillo fue bien recibido por los medios. Fraser McAlpine de BBC le otorgó a la canción tres estrellas de cinco y dijo:» 

«esto representa el desarrollo del sonido Basshunter. Si en el pasado parecía estar haciendo canciones dance para ser cantadas, ahora parece estar escribiendo en su mente una canción completa
» 

 
Fraser McAlpine, de BBC

Robert Copsey de Digital Spy también le dio a la canción tres estrellas y escribió que: «La producción esconde un toque a RedOne, y el coro incluye una voz sospechosamente característica de Natalie Horler, pero este cambio de rumbo todavía se siente fundamentalmente como Basshunter.»
El 14 de mayo, se anunció de forma oficial que «Saturday» sería el primer sencillo del futuro cuarto álbum de estudio del artista. Basshunter habló de su futuro álbum en una entrevista con 4Music diciendo que: 

«Serán la mayoría demos alargados. Va a ser un álbum muy "colorido" con un montón de diferentes sonidos y estilos. Mi gran misión es satisfacer tanto como me sea posible: a los antiguos fans que disfrutaron el Basshunter no-comercial y a los nuevos que tengo. [...] No puedo satisfacer a todo el mundo pero haré lo que pueda.»
Jonas Altberg

#### Hunt For Bass

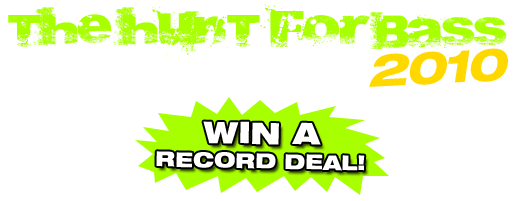
Logo del concurso Hunt for Bass

El 14 de septiembre de 2010, Basshunter anunció en su web que llevaría a cabo un concurso, The Hunt for Bass Competition 2010. El premio sería un contrato con el sello Extensive Music Sweden. Los concursantes enviaron sus canciones vía correo electrónico a la discográfica que junto al artista, elegiría la mejor canción. La fecha límite estaba propuesta para el 3 de diciembre de 2010. Sin embargo, se pospuso al día 9 debido a «la inmensa cantidad de presentaciones (y enfermedad)».
Extensive Music colgó todas las presentaciones de los artistas en YouTube y también puso anuncios en los vídeos a través del programa de colaboradores de YouTube, lo que le permitía obtener beneficios económicos con las canciones mientras que ellos no recibían nada en absoluto. Esto, y el hecho de la tardanza para elegir un ganador, provocó un gran descontento entre los participantes. Finalmente, y seis meses después de lo previsto, se publicó el nombre del ganador, Ali Nadem, con su canción «Electro Champion».
En abril de 2011 Basshunter entró en la casa de la edición sueca del reality show Big Brother para producir una canción con los concursantes restantes, a la que tituló «Fest i hela huset». Además, presentó en Magaluf dos nuevas canciones, «Calling Time» y «Dream on the Dancefloor», esta última una versión del conocido tema «I'll Fly with You», del disc jockey italiano Gigi D'Agostino.

## Vida personal

### Escándalos y polémicas
Jonas Altberg ha sido objeto de diferentes escándalos y polémicas. Durante una fiesta que realizó con sus amigos, mantuvo relaciones sexuales con su entonces novia Emely Ljungqvist, de las que sacó una serie de fotos. Once de ellas fueron difundidas en Internet y su madre las encontró. El asunto salió en el diario sensacionalista The Sun, que el 14 de enero de 2008 publicó la noticia. En el periódico británico The People publicaron una noticia en la que Basshunter fue fotografiado junto con su anterior novia Emely y un amigo haciendo el saludo fascista. Un amigo cercano al artista dijo que: «Sólo puedo asumir que él sólo curioseaba y se dejó llevar. Ciertamente, nunca le he oído hacer un comentario racista y mucho menos hacer el saludo a Hitler».
El 15 de diciembre de 2010, Altberg fue acusado y arrestado por la policía por un presunto abuso sexual a dos fanes en un concierto en un club nocturno en Fife, Escocia. Fue puesto en libertad bajo fianza y regresó a Suecia. Su mánager insistió al momento en que las acusaciones eran «totalmente falsas». Al asistir a una audiencia de la Corte del Alguacil de la ciudad de Kirkcaldy el 12 de enero de 2011, Altberg negó los dos cargos de asalto sexual que se le imputaban, que cogió la primera por los pelos, y empujó su cabeza hacia su ingle, mientras que a la segunda empujó hacia su ingle, y luego se inclinó. Se le acusó además de levantar la falda de la segunda chica. El 14 de junio, el Alguacil Maxwell Hendry le declaró no culpable y describió a las dos acusadoras como «no creíbles o confiables» y su testimonio como «plagado de incongruencias e improbabilidades».

### Aficiones
Basshunter es un gran aficionado a los videojuegos, hecho que queda claramente demostrado en algunas de sus canciones, como «Counterstrike the Mp3», que trata sobre el famoso juego shooter Counter-Strike, «Plane to Spain», que utiliza «Korobéiniki» o (la música del Tetris), y por supuesto en «Vi sitter i Ventrilo och spelar DotA», que trata sobre el mapa DotA Allstars del videojuego Warcraft III: The Frozen Throne. Sin importar esto él tiene una imagen en su portada de Facebook del juego League of Legends sabiendo que League of Legends y el juego llamado Dota son los adversarios más grandes del género MOBA, además que el no ha subido una imagen de dota en su perfil de Facebook.

## Influencias
Basshunter podría haber sido influenciado por Madonna o Robbie Williams, según unas declaraciones a BT Vision Music: 

«Me encantaría trabajar ahora con Madonna o Robbie Williams, porque son grandes artistas, y leyendas».
Jonas Altberg

En una entrevista con la página británica In4merz, dijo que su cantante favorita era Katy Perry, y que nunca escucha a ningún artista para sacar inspiración de ellos, sino que él se centra en escuchar muchos tipos de música, y producir la suya propia tal y como él quiere, esa es su máxima inspiración. Dijo que su inspiración musical la obtiene «de cualquier sitio, escuchando las conversaciones de la gente, tratando de ver qué pasa en sus vidas, y escribir sobre ello».

## Estilo musical
Según el músico, la gente suele clasificar su música como eurodance, pero él prefiere que no se denomine eurodance en Europa, ya que el músico es europeo. El artista denomina su música como hard dance, puesto que tiene unos pulsos (beats) de intensidad fuerte que se combinan con muchas melodías y con música dance. Sobre su forma de componer dijo: 

«Intento siempre hacer mi música de la manera menos complicada posible, no necesito un gran estudio de 2.000.000 de euros... Bla, bla, bla... Sólo se necesita un buen ordenador y una buena mente para ser un DJ o un productor de éxito.»
Basshunter

## Premios y nominaciones
| Año  | Premio                          | Categoría                                     | Resultado |
| ---- | ------------------------------- | --------------------------------------------- | --------- |
| 2006 | Grammis                         | Årets bästa ringsignal ("Boten Anna")         | Ganador   |
| 2006 | Rockbjörnen                     | Årets svenska låt ("Boten Anna")              | Nominado  |
| 2006 | Rockbjörnen                     | Årets svenska nykomling                       | Nominado  |
| 2006 | Eurodanceweb Award              | "Boten Anna"                                  | Ganador   |
| 2007 | NRJ Radio Award                 |                                               | Ganador   |
| 2008 | European Border Breakers Award  | LOL <(^^,)>                                   | Ganador   |
| 2008 | Eska Music Award                | Radioaktywny hit roku Era ("Now You're Gone") | Ganador   |
| 2008 | BT Digital Music Award          | Best Electronic Artist or DJ                  | Nominado  |
| 2008 | BT Digital Music Award          | Breakthrough Artist of the Year               | Nominado  |
| 2008 | MTV Europe Music Award          | Best New Act                                  | Nominado  |
| 2008 | MTV Europe Music Award          | Most Addictive Track ("Now You're Gone")      | Nominado  |
| 2008 | The Record of the Year          | "Now You're Gone"                             | Nominado  |
| 2008 | World Music Award               | World's Best Selling Swedish Artist           | Ganador   |
| 2009 | Scandipop Award                 | Best Male                                     | Ganador   |
| 2010 | International Dance Music Award | Best HiNRG/Euro Track ("Every Morning")       | Nominado  |
| 2011 | Scandipop Award                 | Best Male Single ("Saturday")                 | Nominado  |

## Discografía
Álbumes de estudio
- 2004: The Bassmachine
- 2006: LOL <(^^,)>
- 2008: Now You're Gone - The Album
- 2009: Bass Generation
- 2013: Calling Time